# Micardia pulcherrima
Micardia pulcherrima är en fjärilsart som beskrevs av Moore 1867. Micardia pulcherrima ingår i släktet Micardia och familjen nattflyn. Inga underarter finns listade i Catalogue of Life.